# Jozo Šimunović
Jozo Šimunović (Zagreb, Croacia, 4 de agosto de 1994) es un futbolista bosnio que juega como defensa.

## Clubes
| Club                   | País    | Año       |
| ---------------------- | ------- | --------- |
| G. N. K. Dinamo Zagreb | Croacia | 2013-2015 |
| Celtic F. C.           | Escocia | 2015-2020 |
| H. N. K. Gorica        | Croacia | 2021-2022 |

## Palmarés

### Títulos nacionales
| Título                     | Club                   | País    | Año     |
| -------------------------- | ---------------------- | ------- | ------- |
| Prva HNL                   | G. N. K. Dinamo Zagreb | Croacia | 2012-13 |
| Supercopa de Croacia       | G. N. K. Dinamo Zagreb | Croacia | 2013    |
| Prva HNL                   | G. N. K. Dinamo Zagreb | Croacia | 2013-14 |
| Prva HNL                   | G. N. K. Dinamo Zagreb | Croacia | 2014-15 |
| Copa de Croacia            | G. N. K. Dinamo Zagreb | Croacia | 2014-15 |
| Scottish Premiership       | Celtic F. C.           | Escocia | 2015-16 |
| Scottish Premiership       | Celtic F. C.           | Escocia | 2016-17 |
| Copa de Escocia            | Celtic F. C.           | Escocia | 2016-17 |
| Copa de la Liga de Escocia | Celtic F. C.           | Escocia | 2016-17 |
| Copa de la Liga de Escocia | Celtic F. C.           | Escocia | 2017-18 |
| Scottish Premiership       | Celtic F. C.           | Escocia | 2017-18 |
| Copa de Escocia            | Celtic F. C.           | Escocia | 2017-18 |
| Copa de la Liga de Escocia | Celtic F. C.           | Escocia | 2018-19 |
| Scottish Premiership       | Celtic F. C.           | Escocia | 2018-19 |
| Copa de Escocia            | Celtic F. C.           | Escocia | 2018-19 |
| Copa de la Liga de Escocia | Celtic F. C.           | Escocia | 2019-20 |
| Scottish Premiership       | Celtic F. C.           | Escocia | 2019-20 |